# Goffredo Marzano
Goffredo Marzano (1300 – post 1362) è stato un condottiero e ciambellano italiano.
Fu conte di Squillace e signore di Laconia, Maida e Policastro e grande ammiraglio del Regno di Napoli.

## Biografia
Fu nominato nel 1330 grande ammiraglio del Regno di Napoli. Morto il Re Roberto d'Angiò, il 16 gennaio 1343 successe al trono per diritto ereditario Giovanna I d'Angiò, che aveva appena 16 anni. Goffredo partecipò in nome della Regina alla lotta contro il Re Luigi I d'Ungheria. Nel gennaio 1348 l'esercito ungherese al comando del sovrano invase il Regno senza incontrare grandi resistenze. Goffredo Marzano con il suo esercito lo affrontò nei pressi di Roccamonfina, dimostrando coraggio e determinazione, ma ciò non bastò ad apportare un contributo positivo alla guerra già persa in partenza.

## Ascendenza
|                     |                 |                     | Genitori            |  |  | Nonni |  |  | Bisnonni          |  |  | Trisnonni         |  |
|                     |                 |                     |                     |  |  |       |  |  | Guglielmo Marzano |  |  | Guglielmo Marzano |  |
|                     |                 |                     |                     |  |  |       |  |  | Guglielmo Marzano |  |  | Guglielmo Marzano |  |
|                     |                 | ?                   |                     |  |  |       |  |  | Guglielmo Marzano |  |  |                   |  |
| Riccardo Marzano    |                 |                     |                     |  |  |       |  |  | Guglielmo Marzano |  |  |                   |  |
|                     |                 | ?                   | ?                   |  |  |       |  |  |                   |  |  |                   |  |
|                     |                 | ?                   | ?                   |  |  |       |  |  |                   |  |  |                   |  |
|                     |                 | ?                   | ?                   |  |  |       |  |  |                   |  |  |                   |  |
| Tommaso Marzano     |                 | ?                   |                     |  |  |       |  |  |                   |  |  |                   |  |
|                     |                 | Goffredo di Dragoni | Teobaldo di Dragoni |  |  |       |  |  |                   |  |  |                   |  |
|                     |                 | Goffredo di Dragoni | Teobaldo di Dragoni |  |  |       |  |  |                   |  |  |                   |  |
|                     |                 | Goffredo di Dragoni | ?                   |  |  |       |  |  |                   |  |  |                   |  |
| Rogasia di Dragoni  |                 | Goffredo di Dragoni |                     |  |  |       |  |  |                   |  |  |                   |  |
|                     |                 | Mabilia di Bisaccia | ?                   |  |  |       |  |  |                   |  |  |                   |  |
|                     |                 | Mabilia di Bisaccia | ?                   |  |  |       |  |  |                   |  |  |                   |  |
|                     |                 | Mabilia di Bisaccia | ?                   |  |  |       |  |  |                   |  |  |                   |  |
| Goffredo Marzano    |                 | Mabilia di Bisaccia |                     |  |  |       |  |  |                   |  |  |                   |  |
|                     | Andrea di Capua | ?                   |                     |  |  |       |  |  |                   |  |  |                   |  |
|                     | Andrea di Capua | ?                   |                     |  |  |       |  |  |                   |  |  |                   |  |
|                     | Andrea di Capua | ?                   |                     |  |  |       |  |  |                   |  |  |                   |  |
| Bartolomeo di Capua | Andrea di Capua |                     |                     |  |  |       |  |  |                   |  |  |                   |  |
|                     |                 | Giovanna ?          | ?                   |  |  |       |  |  |                   |  |  |                   |  |
|                     |                 | Giovanna ?          | ?                   |  |  |       |  |  |                   |  |  |                   |  |
|                     |                 | Giovanna ?          | ?                   |  |  |       |  |  |                   |  |  |                   |  |
| Giovanna di Capua   |                 | Giovanna ?          |                     |  |  |       |  |  |                   |  |  |                   |  |
|                     |                 | ?                   | ?                   |  |  |       |  |  |                   |  |  |                   |  |
|                     |                 | ?                   | ?                   |  |  |       |  |  |                   |  |  |                   |  |
|                     |                 | ?                   | ?                   |  |  |       |  |  |                   |  |  |                   |  |
| Mattia di Franco    |                 | ?                   |                     |  |  |       |  |  |                   |  |  |                   |  |
|                     |                 | ?                   | ?                   |  |  |       |  |  |                   |  |  |                   |  |
|                     |                 | ?                   | ?                   |  |  |       |  |  |                   |  |  |                   |  |
|                     |                 | ?                   | ?                   |  |  |       |  |  |                   |  |  |                   |  |
|                     |                 | ?                   |                     |  |  |       |  |  |                   |  |  |                   |  |

## Discendenza
Goffredo Marzano si sposò con Giovanna Ruffo, che gli diede due figli, Roberto e Tommaso, e tre figlie, Rogasia, Caterina e Maria.